# Loriyan Tangai
Loriyan Tangai est un site archéologique au Pakistan, qui faisait partie de l'ancien Gandhara au début de notre ère. Ce site contenait de nombreux stupas et bâtiments religieux où furent découverts un grand nombre de statues bouddhiques.
Les stupas ont été excavés par Alexander Caddy en 1896, et les nombreuses statues du site envoyées au Indian Museum de Calcutta. 

## Bouddha "de l'an 318"

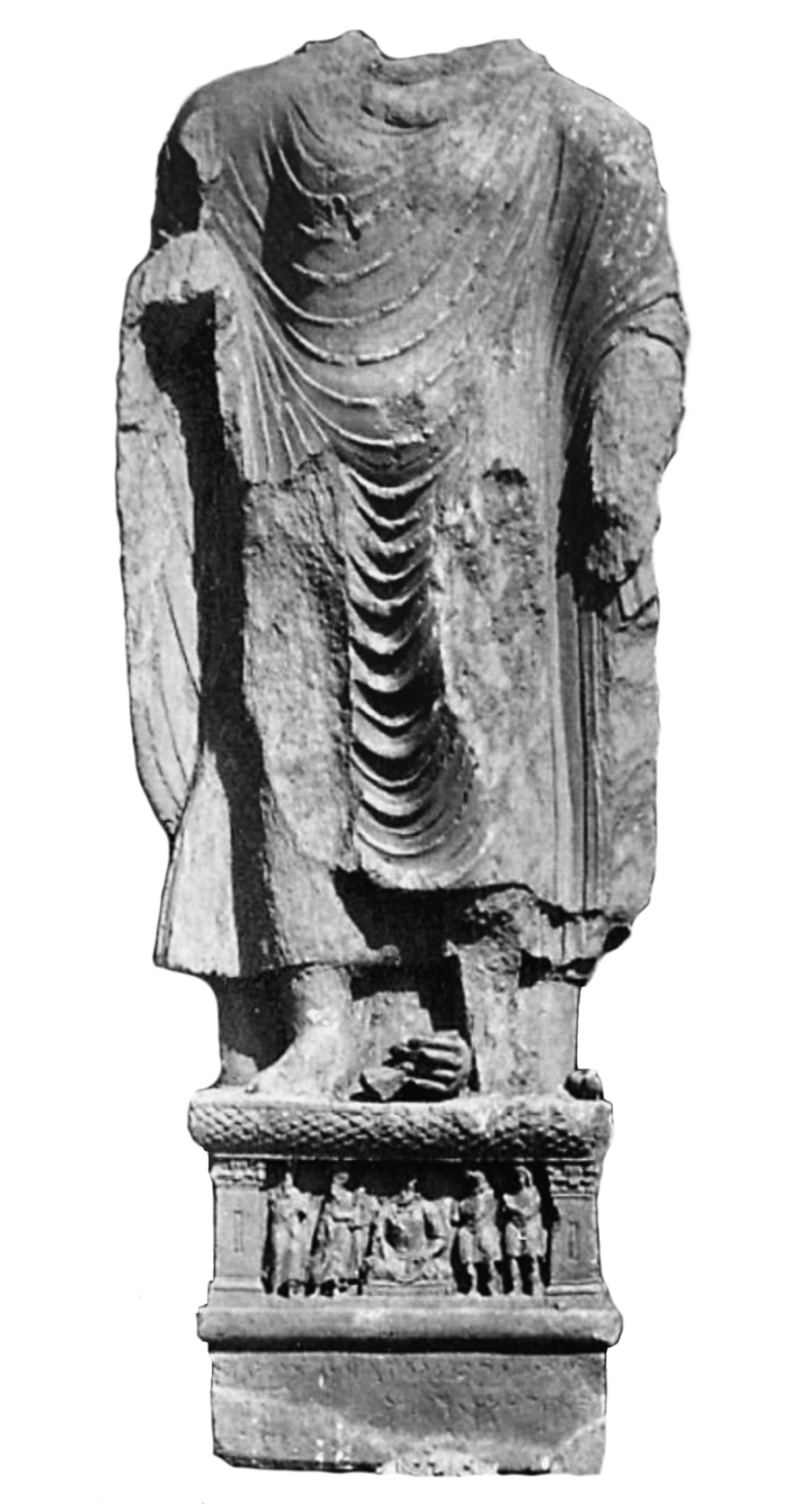
Statue avec inscription mentionnant "l'an 318", soit probablement 143 apr.J-C..

Une des statues de Bouddha possède une inscription mentionnant "l'année 318". L'ère en question n'est pas spécifiée, mais on pense désormais, à la suite de la découverte du reliquaire de Rukhuna (en), qu'il s'agit de l'ère Yavana (en) commençant en 186 av.J-C, et donne une date pour la statue de Bouddha de 143 apr.J-C environ.
L'inscription à la base de la statue est:

« En l'année 318, le jour 27 de Prausthapada, don de Buddhaghosa, le companion de Samghavarma »

— Inscription du Bouddha de Loriyan Tangai.
Ceci en ferait l'une des plus anciennes représentations connues du Bouddha, après le Bouddha de Bimaran (en) (Ier siècle), et à peu près en même temps que les monnaies aux Bouddhas de Kanishka.
Les deux dévots sur la partie droite du piédestal sont en costume Indo-Scythe (pantalon ample, tunique, et capuchon). Leur pantalon caractéristique apparaît clairement sur les photos en gros plan. La statue est maintenant au Indian Museum de Calcutta.

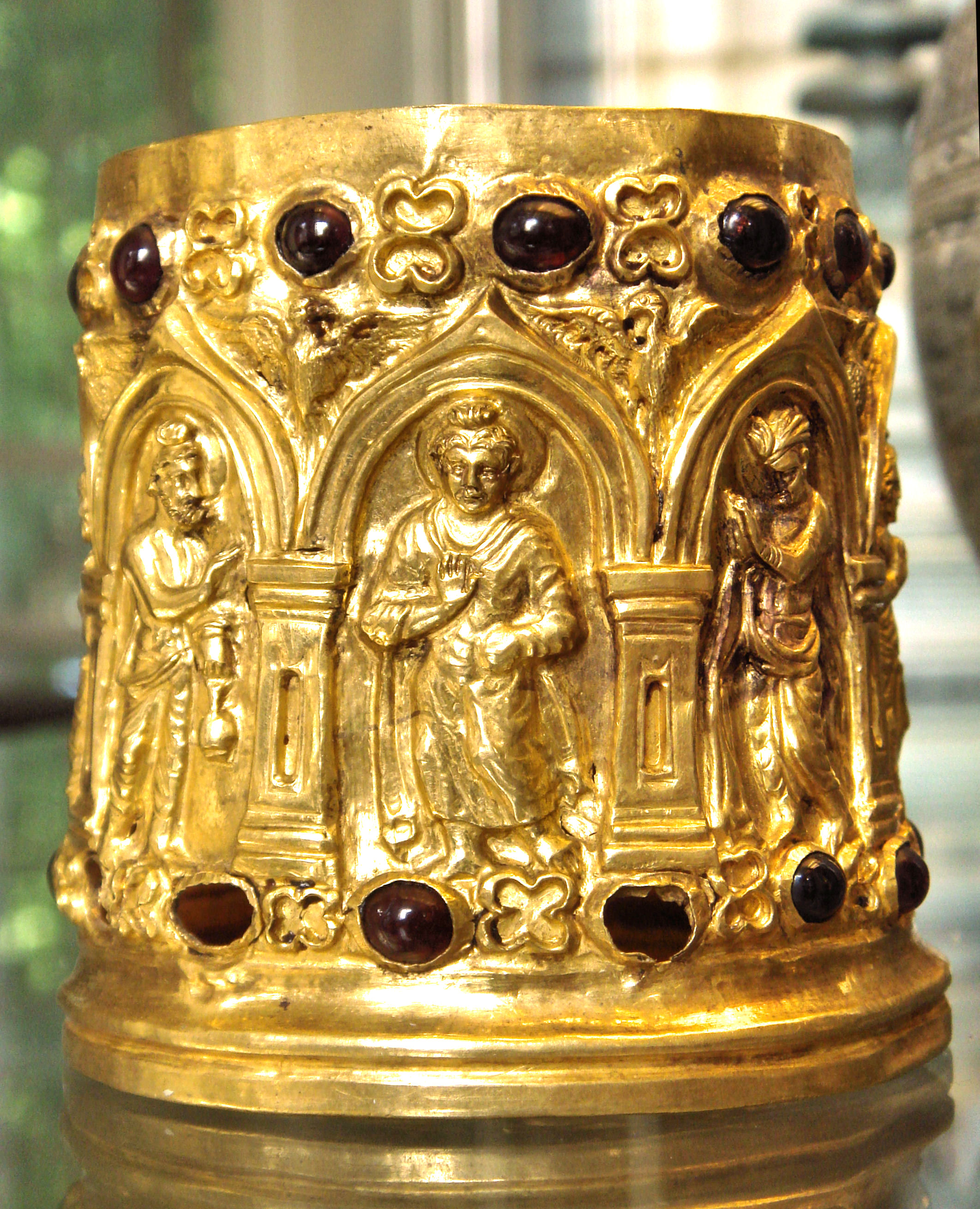
Bouddha de Bimaran (en) (Ier siècle)
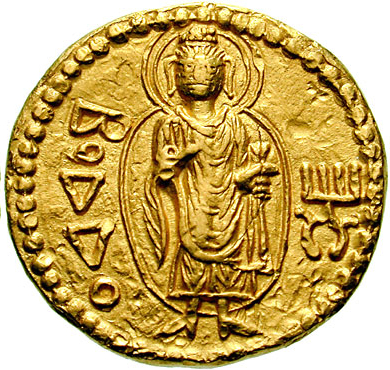
Le Bouddha (avec "BODDO" en script Grec) sur une monnaie de Kanishka (env.130 ap.J-C)
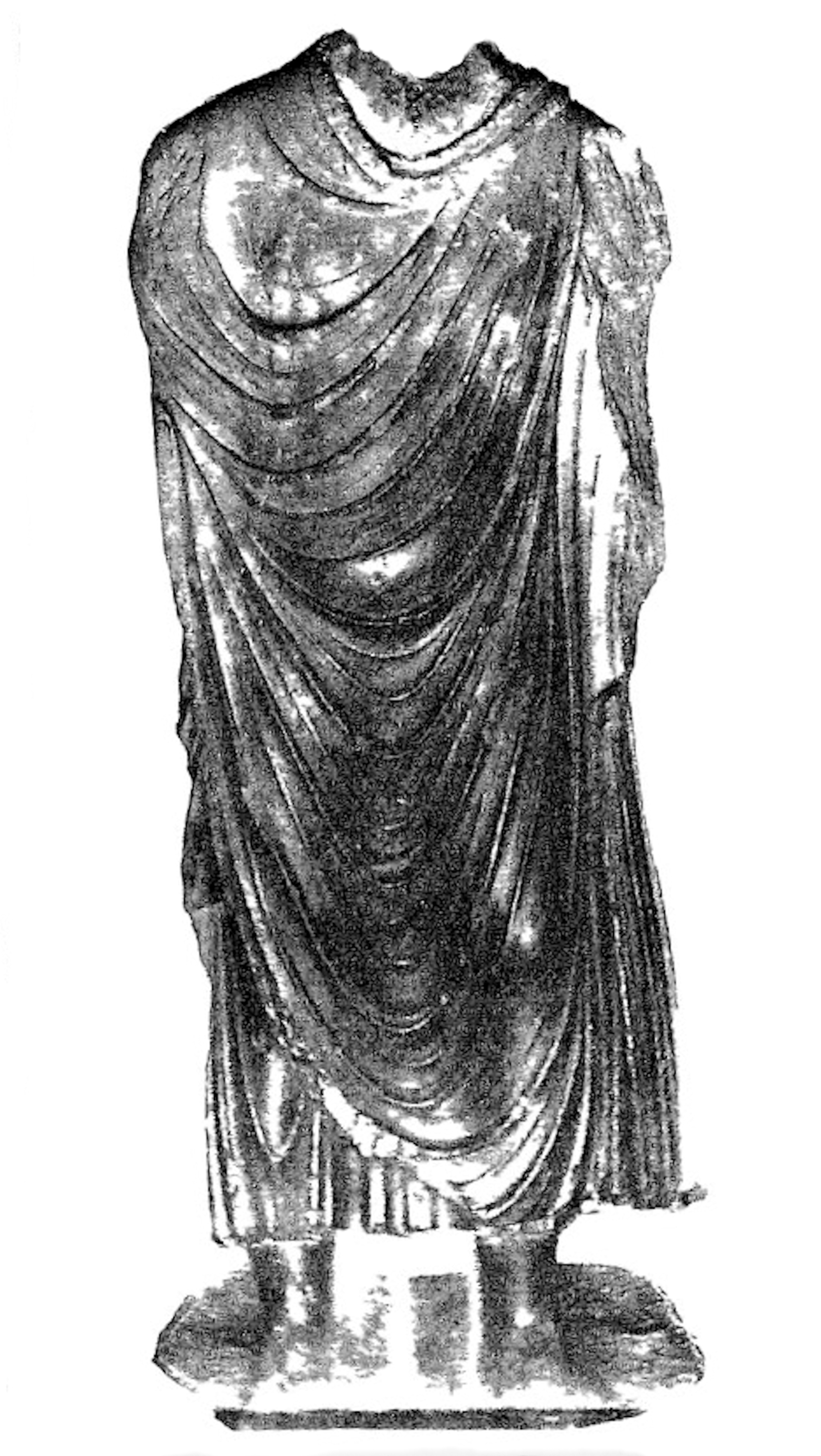
Statue du Bouddha de Hashtnagar[4], inscrite de "l'année 384", dont on pense qu'il s'agit de 209 ap.J-C.

Une autre statue de Buddha, le Bouddha de Hashtnagar, est inscrite de "l'année 384", dont on pense qu'il s'agit de 209 ap.J-C. Seul le piédestal est préservé au British Museum, la statue elle-même, présentant des plis de vêtements ayant davantage de relief que ceux du Bouddha de Loriyan Tangai, étant disparue. 

## Galerie

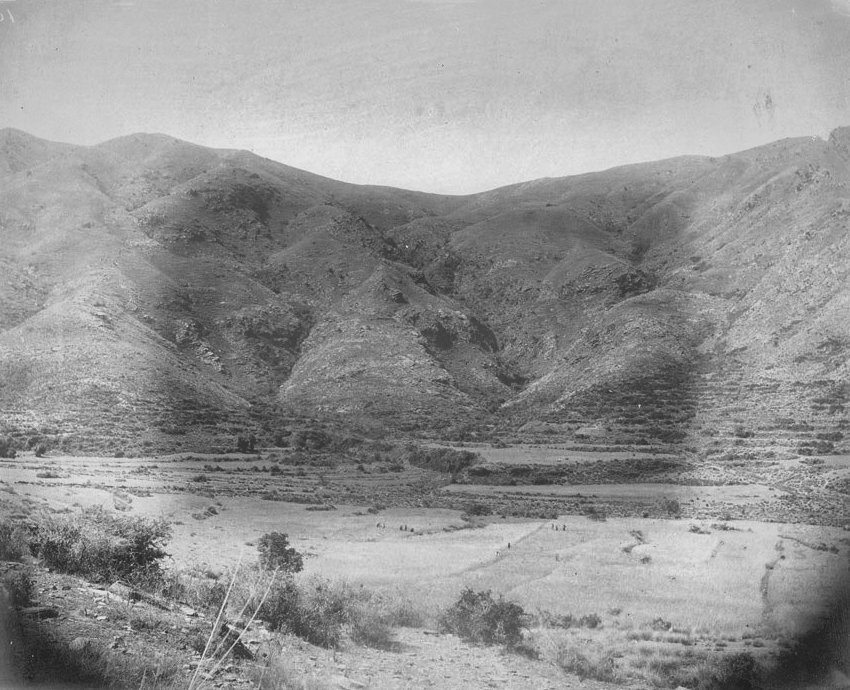
Vallée de Loriyan Tangai. Alexander Caddy, 1896
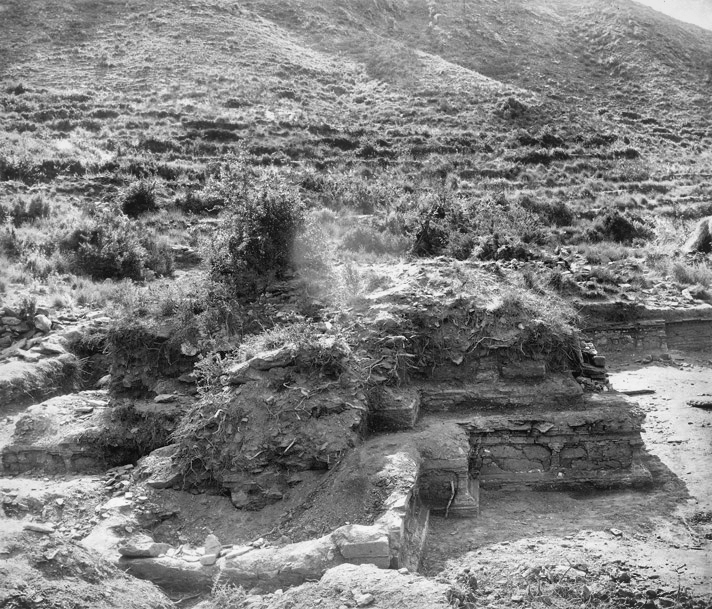
Un Stupa de Loriyan Tangai, après excavation. Alexander Caddy, 1896
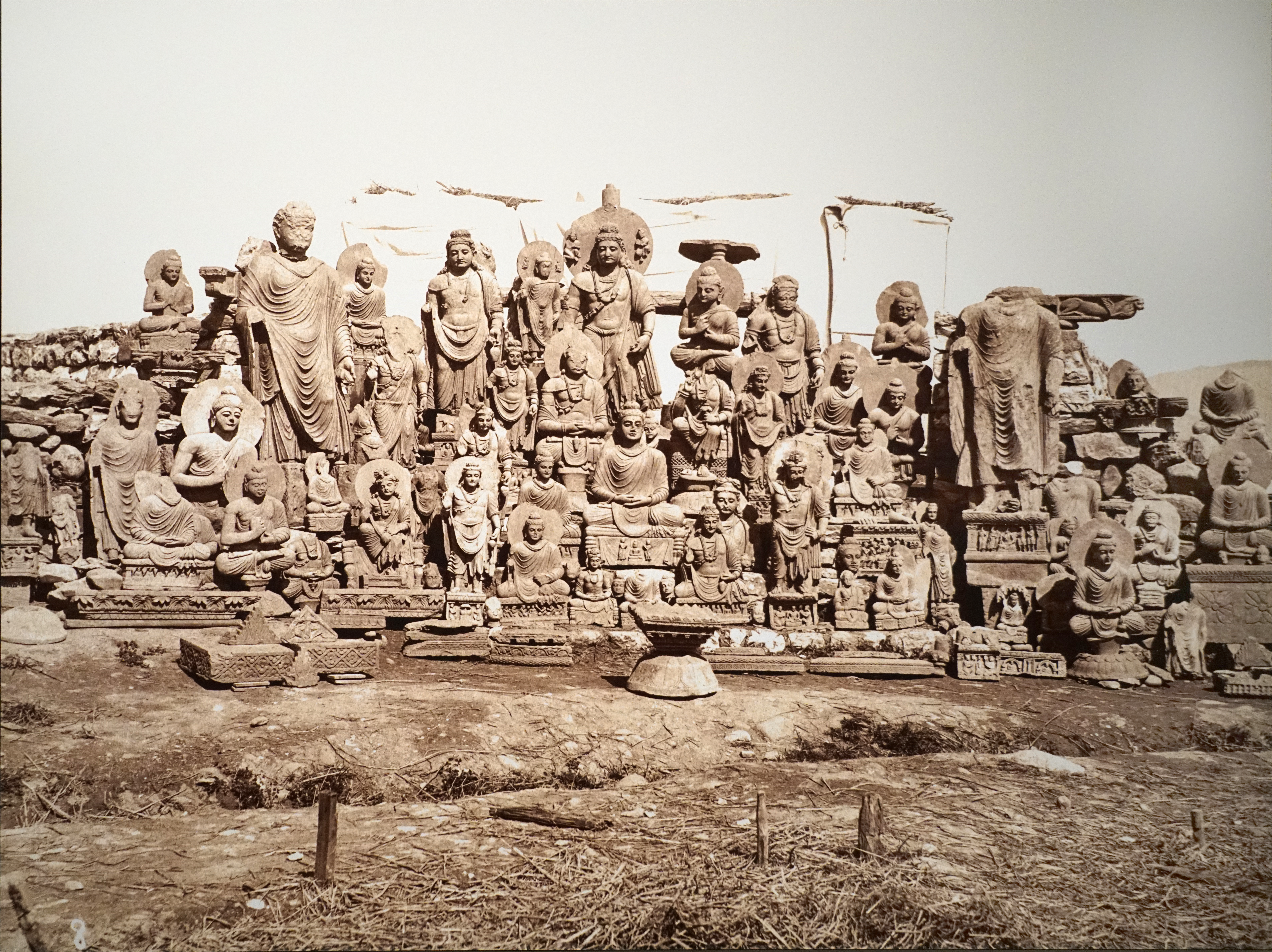
Statues "découvertes" sur le site de Loriyan Tangai. Photographie non datée. Forum Humboldt
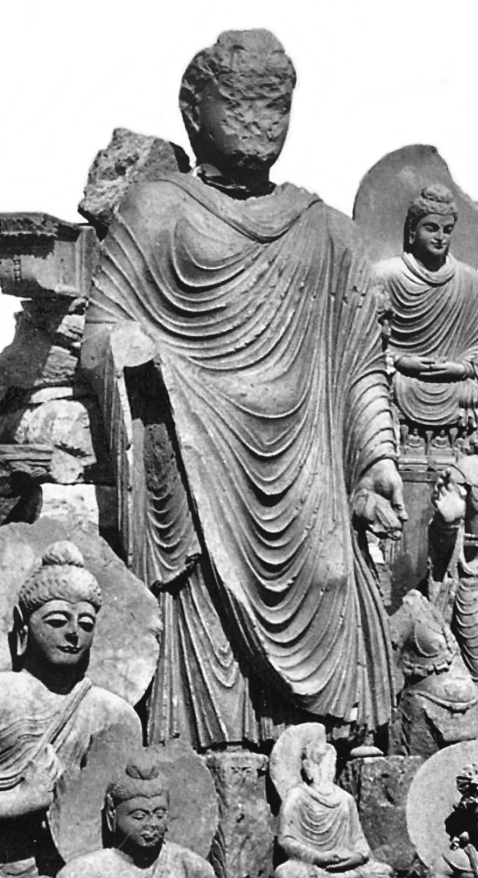
Idem. Un Bouddha de Loriyan Tangai de la même période que le Bouddha daté "Année 318"[2].
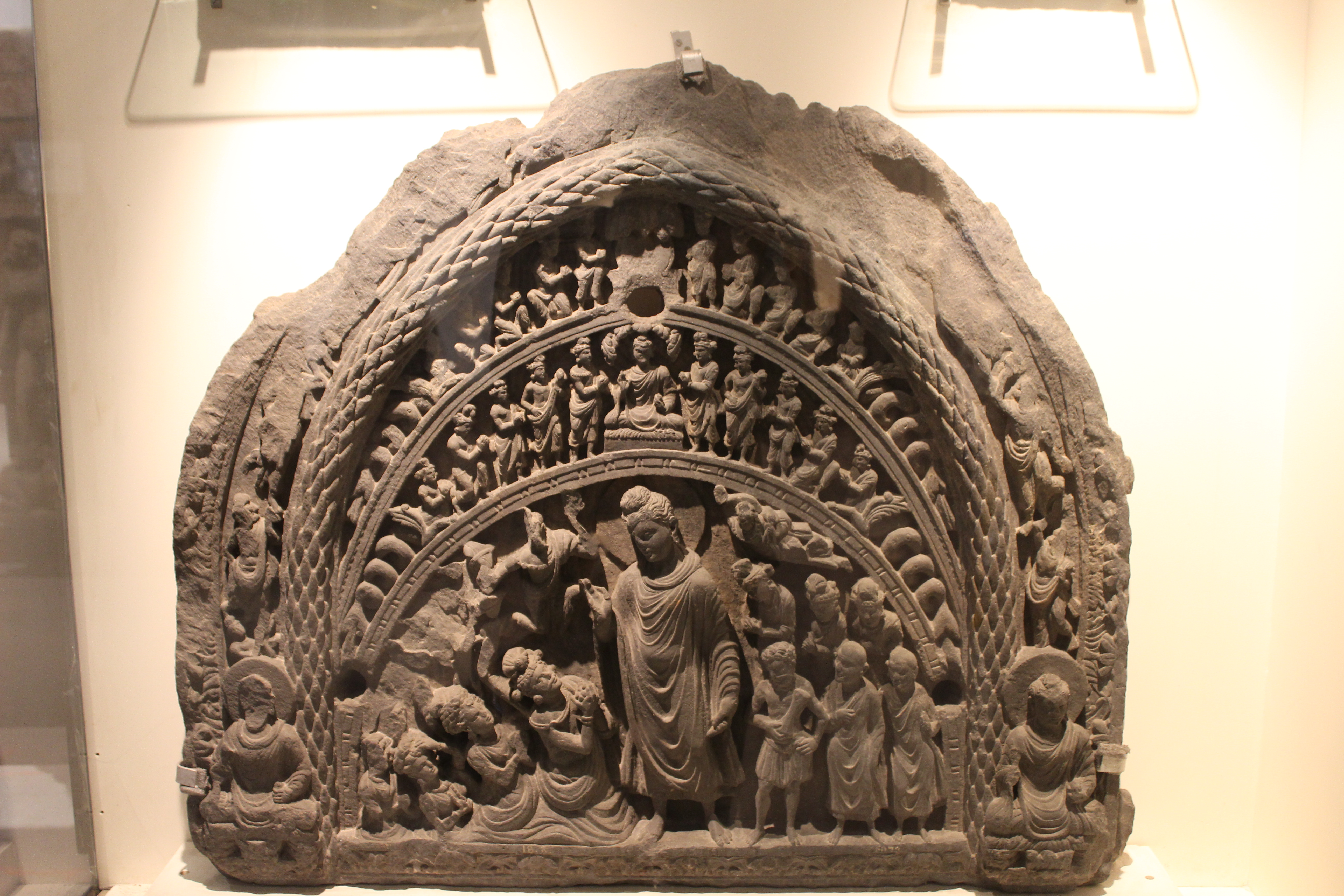
Soumission de Naga à Apala. Loriyan Tangai. Musée Indien, Calcutta
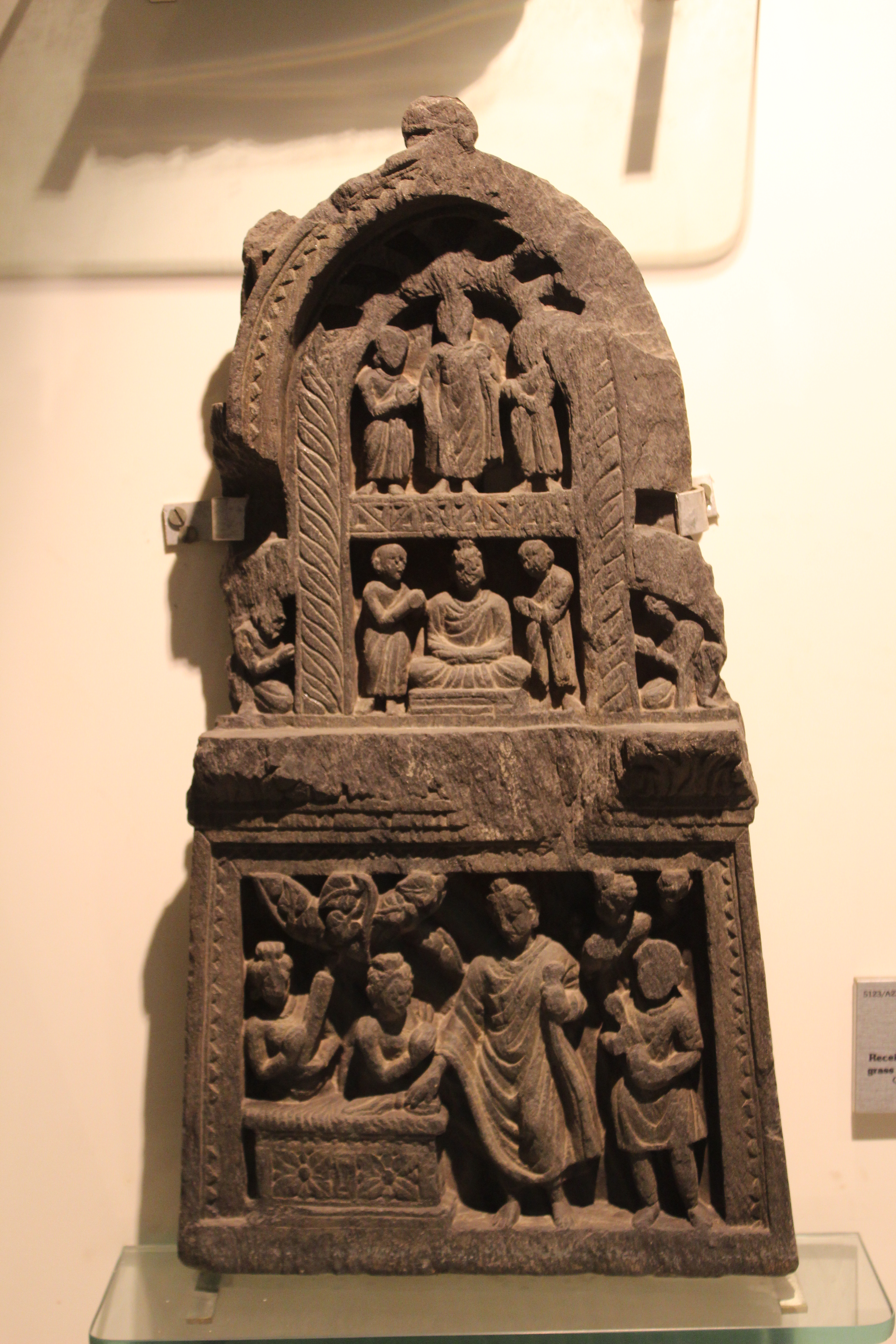
Sculpture de Loriyan Tangai. Musée Indien, Calcutta
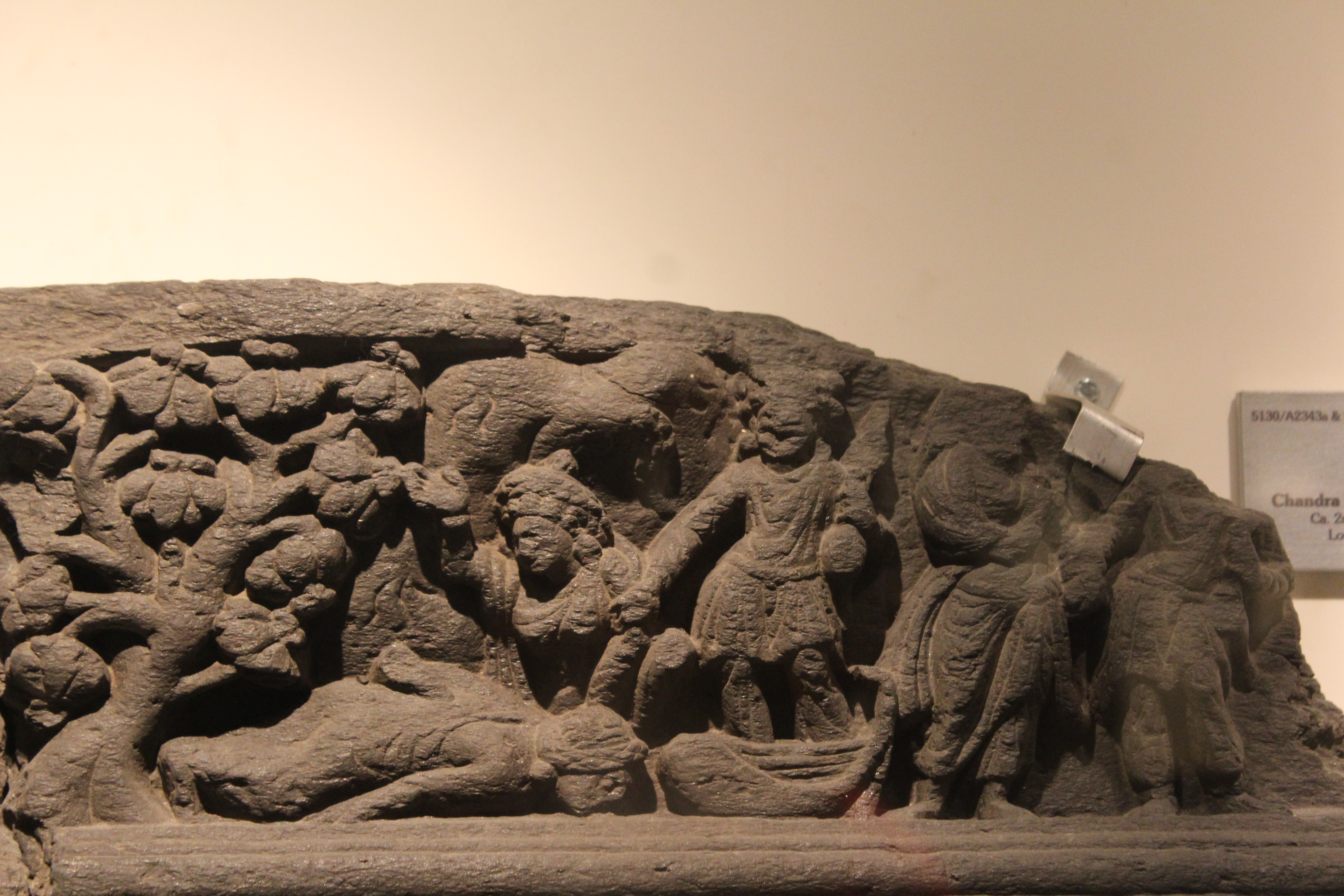
Le Chandra Kinnara Jataka. Gandhara IIe siècle. Schiste. Loriyan Tangai. Musée Indien, Calcutta
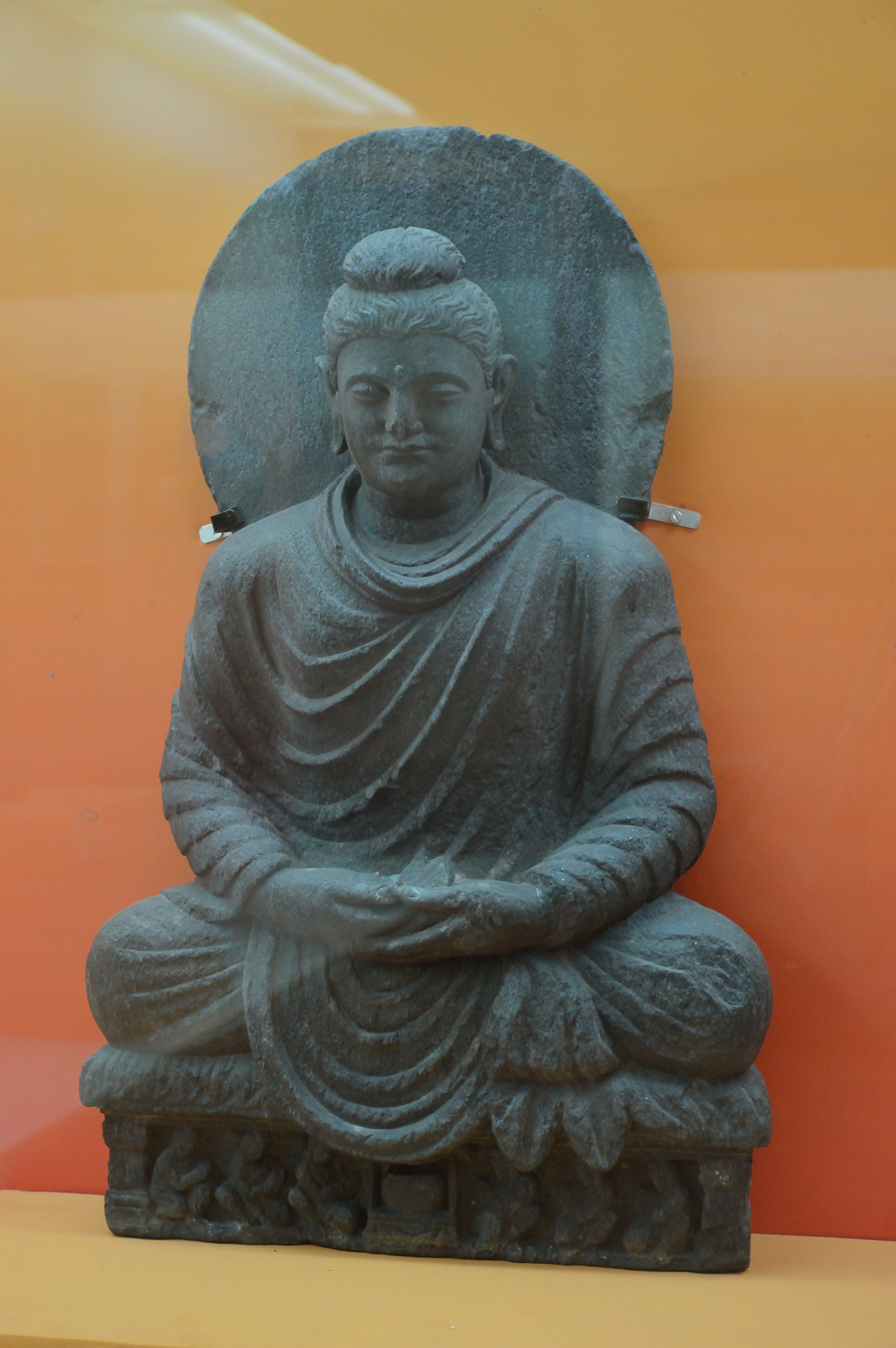
Buddha en méditation.  Gandhara IIe siècle. Schiste. Loriyan Tangai. Musée Indien, Calcutta
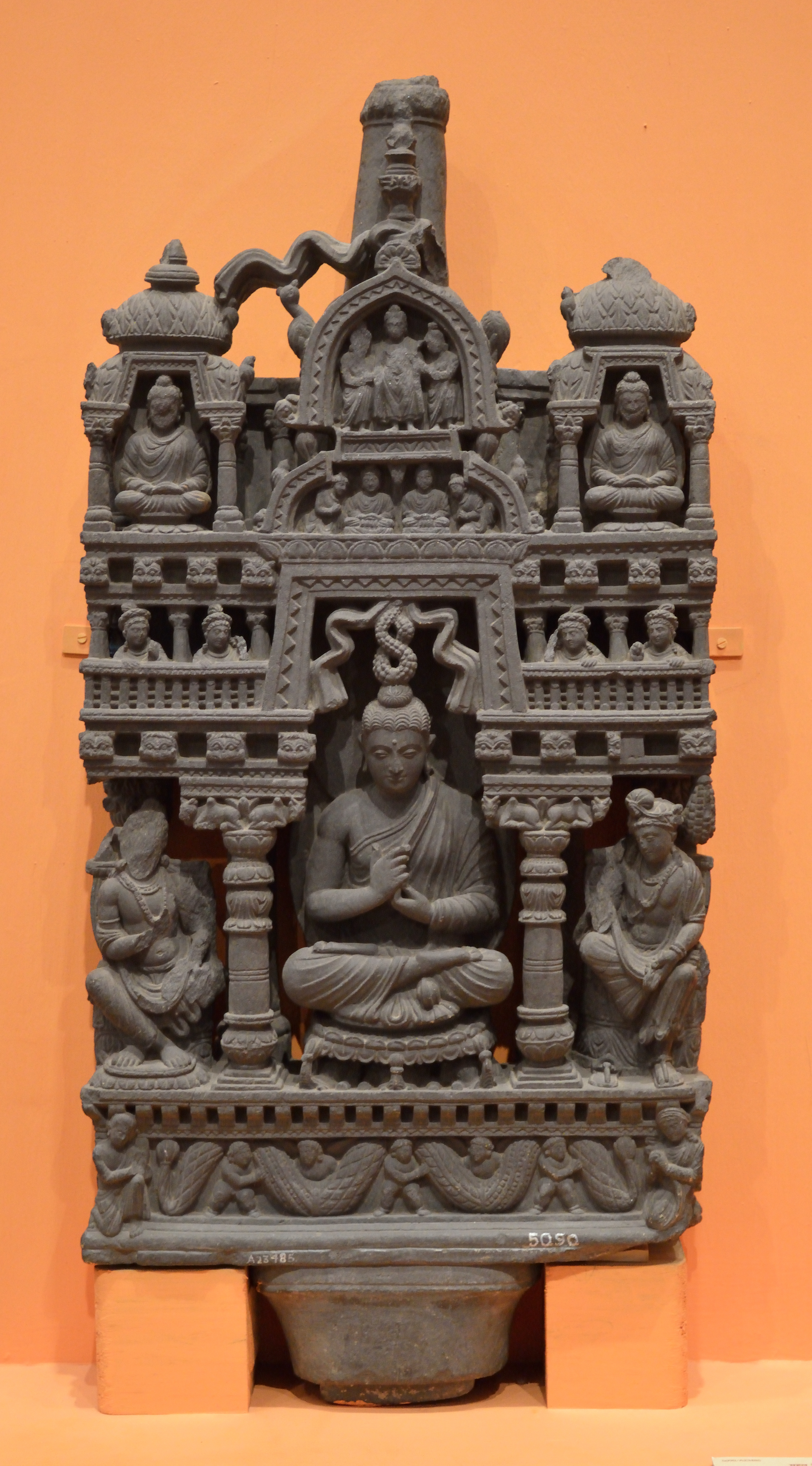
Buddha dans un palais.  Gandhara IIe siècle. Schiste. Loriyan Tangai. Musée Indien, Calcutta
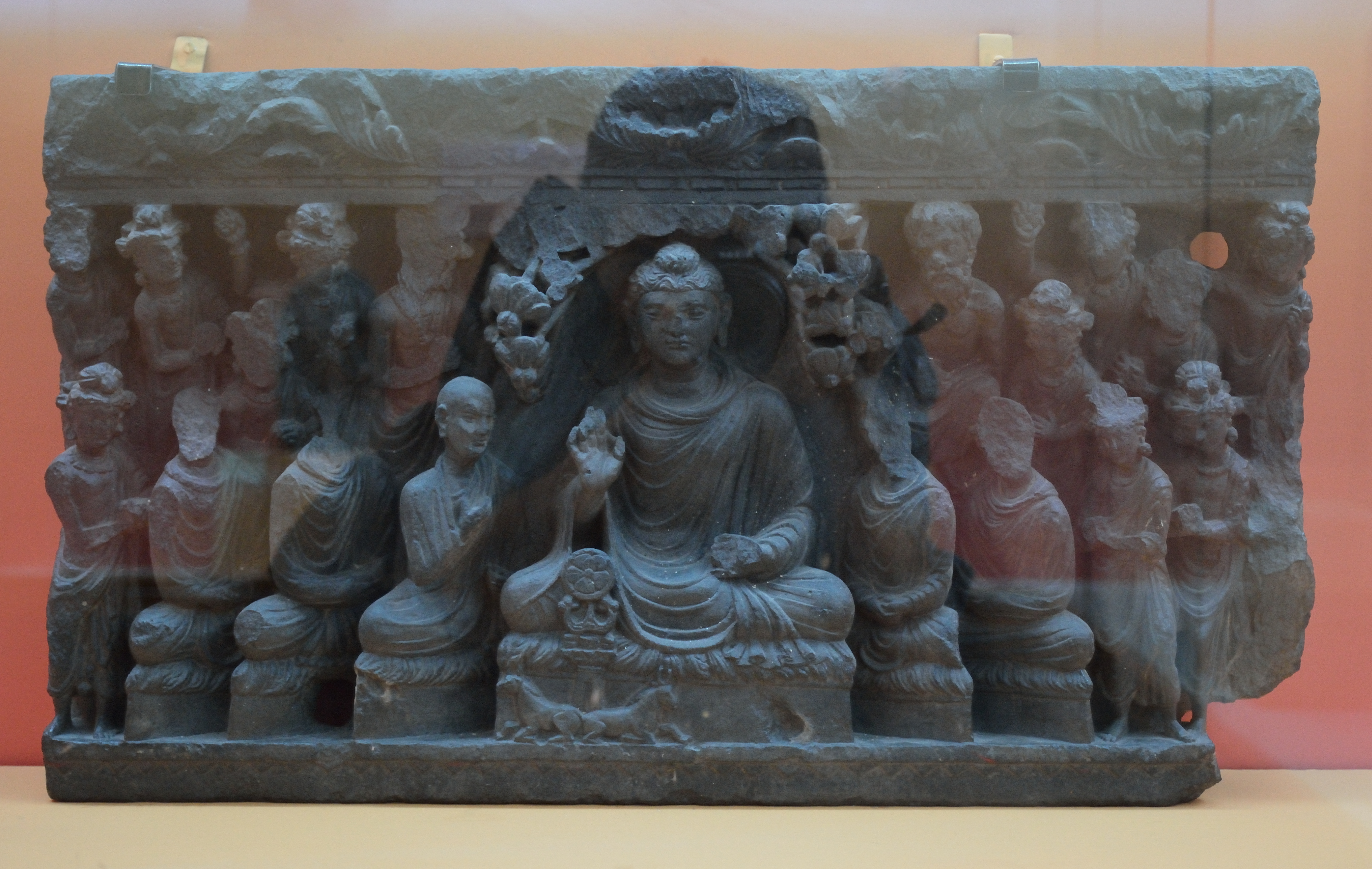
Le Premier sermon. Gandhara IIe siècle. Schiste. Loriyan Tangai. Musée Indien, Calcutta
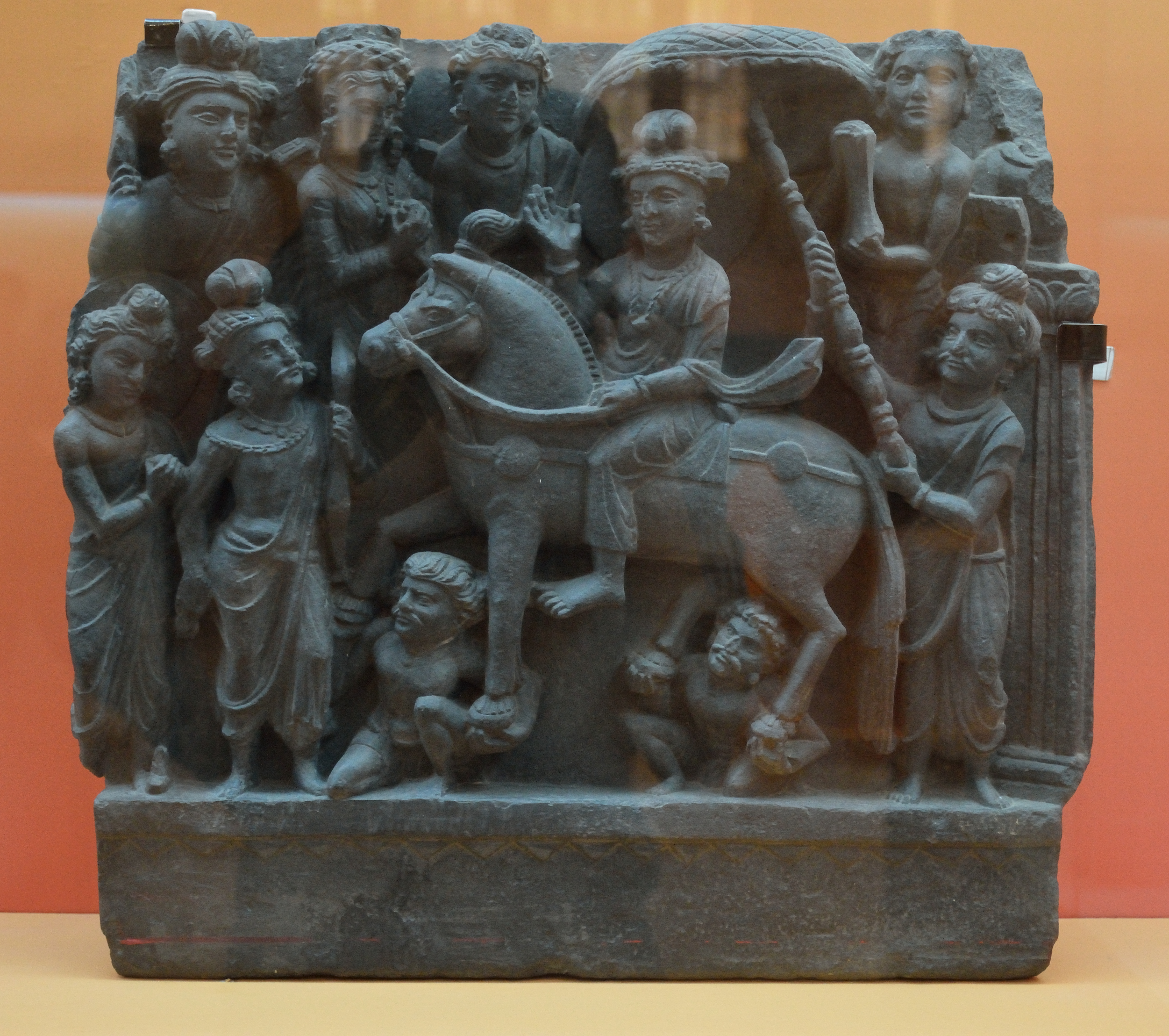
Grand Départ. Gandhara IIe siècle. Schiste. Loriyan Tangai. Musée Indien, Calcutta
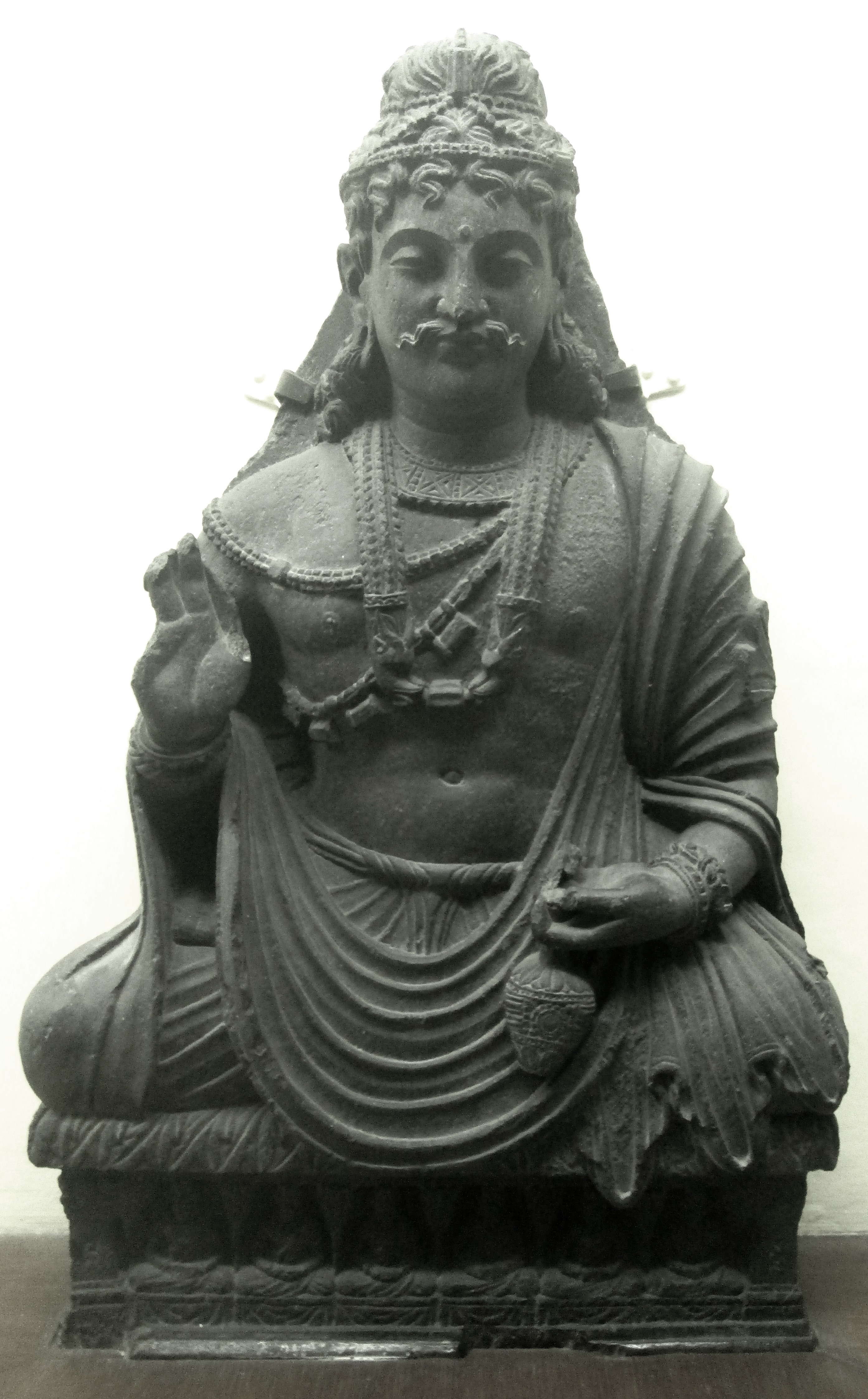
Bodhisattva Maitreya. Gandhara. Loriyan Tangai